# Téléphérique des Lilas
Le téléphérique des Lilas est un projet de téléphérique entrepris en juillet 2015 par quatre communes de la Communauté d'agglomération Est Ensemble (Les Lilas, Romainville, Bobigny et Noisy-le-Sec), qui ont lancé une étude de faisabilité conjointe, en partenariat avec la société Séquano Aménagement et la société d’ingénierie DCSA.
Le bilan de cette étude est positif et pourrait permettre de transporter plus de 10 000 personnes par jour, pour un coût de 40 millions d'euros (hors coût de création des stations), soit cinq fois moins qu'un tramway, et vingt-cinq fois moins qu'un métro. 
Un tracé provisoire est proposé. Il devrait être en correspondance avec la ligne 11 du tramway d'Île-de-France à la gare de Bobigny-La Folie. Il est composé de six stations, plus une septième envisagée, pour être en correspondance avec la ligne 11 du métro de Paris à la station Serge Gainsbourg, qui doit être débattue en réunion entre élus, le 18 septembre 2015.  
Selon le tracé envisagé, il surplomberait principalement des commerces, des entrepôts et des voies ferrées. Il a pour but de désenclaver les villes concernées. 